# 滅共的火炬
〈滅共的火炬〉（：／）是一首大韓民國國軍軍歌及韓國反共歌曲，由徐正模創作於1975年，羅花郎作曲，為大韓民國國軍十大軍歌之一，並會在每年的國軍節演奏。